# Carlos Ortiz Tejeda
Carlos Francisco Ortiz Tejeda (Saltillo, Coahuila, 18 de febrero de 1938) es un cineasta y político mexicano, actualmente miembro del partido Movimiento Regeneración Nacional (Morena). Ha sido en dos ocasiones diputado federal.

## Biografía
Es licenciado en Derecho egresado de la Universidad Nacional Autónoma de México (UNAM). Fue dirigente estudiantil, dirigió la Federación Estudiantil Universitaria, la Asociación Nacional de Estudiantes de Derecho, la Unión de Estudiantes de Saltillo, la Congregación Mariana y las Vanguardias de la Asociación Católica de la Juventud Mexicana (ACJM).
Carlos Ortiz Tejeda ha producido diversas realizaciones cinematográficas, entre las que se encuentra «Contra la razón y por la fuerza», sobre el Golpe de Estado en Chile de 1973, y «Llámenme Mike», por ello ha recibido en dos ocasiones el Premio Ariel, una Diosa de Plata, el premio especial del Festival Mundial de Overhausen, primer premio en el Certamen Internacional de Leipzing y primer premio la Crítica Francesa.
Inicialmente miembro del Partido Revolucionario Institucional (PRI), partido con el que ocupó varios cargos políticos, de 1963 a 1969 fue coordinador de la comisión de Propaganda del partido en el Distrito Federal. En 1976 fue elegido diputado federal por el Distrito 2 de Coahuila a la L Legislatura de ese año a de 1979. Fue durante este periodo, presidente estatal del PRI el Coahuila y jefe de la oficina de Cine y Televisión de la Presidencia de la República.
De 1988 a 1992 fue secretario de Divulgación Ideológica del comité nacional del PRI cuando era presidido por Luis Donaldo Colosio y nuevamente en 2011, con el nombre de secretario de Ideología, siendo presiente Humberto Moreira Valdez.
Renunció al PRI y se unió a Morena, partido por el que fue elegido por segunda vez diputado federal, esta vez por el principio de representación proporcional a la LXV Legislatura que concluyó en 2024. En esta legislatura ocupó los cargos de presidente de la comisión de Cultura y Cinematografía; así como integrante de la comisión de Ciencia, Tecnología e Innovación; y, del comité de Ética.